# Fylkesväg 6880
Fylkesväg 129 är en sekundär fylkesväg som går mellan Heir och Munkrøstad i Levangers kommun i Trøndelag fylke i Norge. Vägen är 5,3 km lång.

## Korsande vägar
- Fylkesväg 6878
- Fylkesväg 6874